# Schumerlja
Schumerlja (russisch Шумерля, tschuwaschisch Ҫӗмӗрле/Çĕmĕrle) ist eine russische Stadt in der Autonomen Republik Tschuwaschien innerhalb des Föderationskreises Wolga mit 31.722 Einwohnern (Stand 14. Oktober 2010). Sie bildet einen eigenständigen Stadtkreis und ist zugleich Verwaltungssitz des Rajons Schumerlja.

## Geographie
Schumerlja liegt etwa 600 km östlich von Moskau und rund 110 km südwestlich der Republikhauptstadt Tscheboksary am Nordabhang der Wolgahöhen am rechten Ufer der Sura. Die nächstgelegene Stadt ist Jadrin 51 km flussabwärts nördlich von Schumerlja.

## Geschichte
Der Ort entstand 1916 als Siedlung bei einer 1918 eröffneten Eisenbahnstation an der Trasse Moskau–Kasan. Der tschuwaschische Name Çĕmĕrle wurde von einem benachbarten Dorf übernommen und bedeutet „tosen, brausen“.
In den 1920er-Jahren setzte die industrielle Entwicklung des Ortes mit dem Bau unter anderem eines Holzkombinates, das während des Zweiten Weltkrieges Ersatzteile für die Rüstungsproduktion lieferte. 1937 erhielt Schumerlja, zu dieser Zeit bereits mit rund 15.000 Einwohnern, Stadtrechte.
In der Nachkriegszeit entwickelte sich die Industrie und Infrastruktur Schumerljas weiter. Die höchste Einwohnerzahl von rund 43.000 wurde zu Anfang der 1990er-Jahre erreicht, seitdem ist sie wieder um etwa 10.000 Einwohner gesunken. Das Stadtwappen Schumerljas wurde 1976 eingeführt und symbolisiert mit der Darstellung eines Zahnrads und eines Eichenblatts die Maschinenbau- bzw. die Holzindustrie im Ort, während die blaue Welle an die Lage am Fluss Sura anspielt.

### Bevölkerungsentwicklung
| Jahr | Einwohner |
| ---- | --------- |
| 1939 | 15.220    |
| 1959 | 30.213    |
| 1970 | 33.816    |
| 1979 | 37.347    |
| 1989 | 41.986    |
| 2002 | 36.239    |
| 2010 | 31.722    |

Anmerkung: Volkszählungsdaten

## Wirtschaft und Verkehr
Die vorherrschenden Industriezweige sind Chemie, Nutzfahrzeug- und Nahrungsmittelproduktion sowie Holzverarbeitung. Schumerlja verfügt über eine Anlegestelle an der Sura sowie über einen Bahnhof an der wichtigen Eisenbahntrasse Moskau–Kasan.
Schumerlja ist 11 km südlich des Stadtzentrums an die Fernstraße M12 Wostok angeschlossen.